# 備讃瀬戸

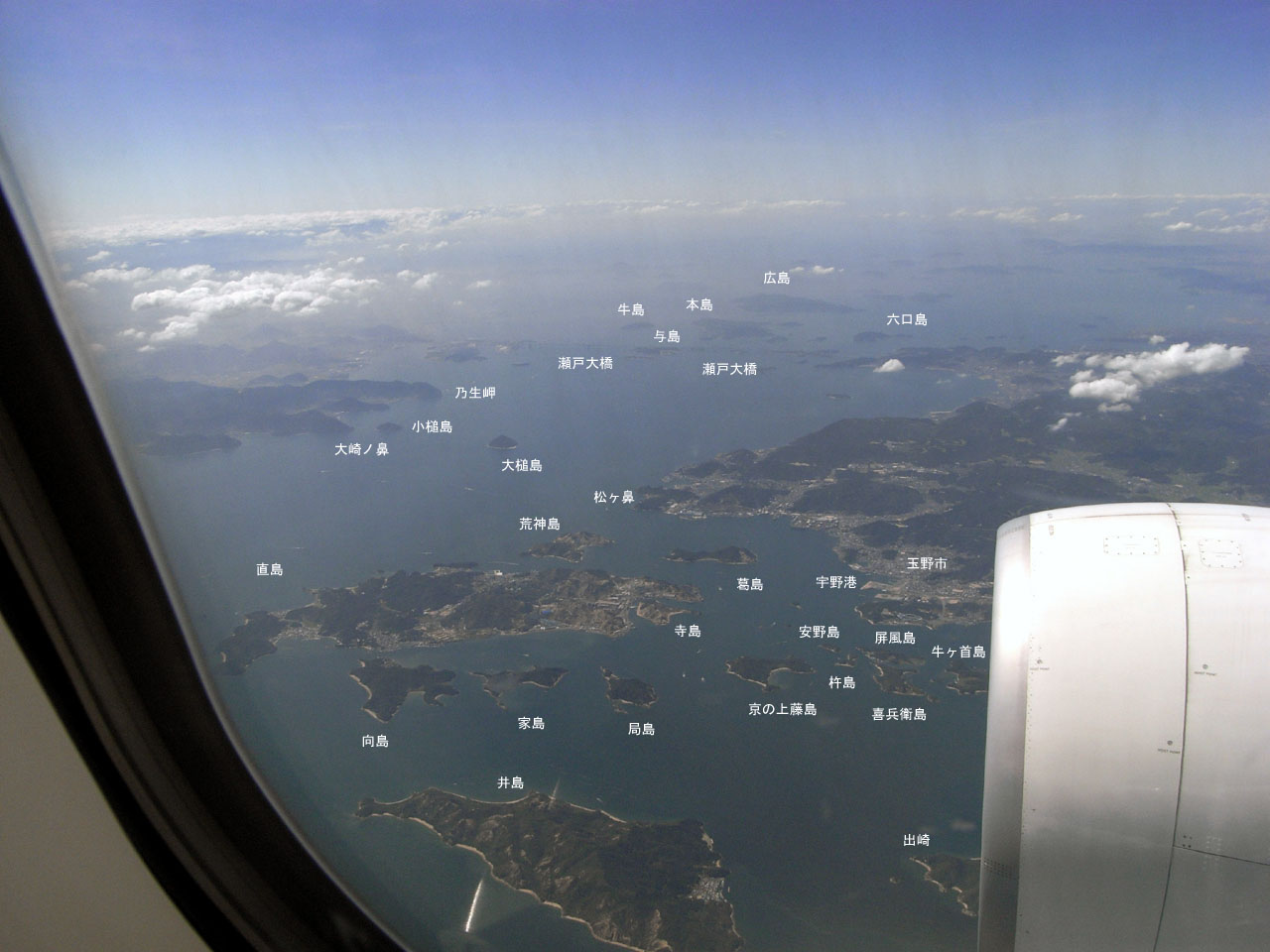
備讃瀬戸直島諸島から瀬戸大橋エリア空撮

備讃瀬戸（びさんせと）は瀬戸内海のうち、岡山県と香川県の間の海域の名称である。

## 地理
東は小豆島をはさんで播磨灘に、西は笠岡諸島、荘内半島をはさんで備後灘、燧灘に接する。平均水深は瀬戸内海で最も浅い。
交通の要衝であり、本四架橋（本州四国連絡橋）のうち児島・坂出ルートの瀬戸大橋が南北方向に架けられている。海運においては、本四架橋付近をはじめとして狭い箇所があること、多島海であること、こませ網漁やさわら流し網漁など漁業の盛んな海域であること、関西方面と九州方面を結ぶ東西方向に加えて本州と四国を結ぶ南北方向に航行する船舶も少なくないことなどにより、事故多発地帯の一つとなっており、海上交通安全法により一般の海域と異なるルールが適用される海域になっている。
瀬戸内海は多島海としての風光明媚な地形で有名だが、現代の備讃瀬戸では干潟や藻場が減少したこともあり、景観や親水を目的とした観光資源は瀬戸内海の他の海域と比べて少ないとされる。
海底の砂利の採取が比較的に多かったり埋め立てなども行われてきたため、一部の干潟や浅場などの消滅に帰結した。これらに影響を受けた生物種も存在し、イカナゴ、クロダイ、貝類などは減少が顕著であるとされる。